# Grote rivieren
 (décembre 2017).
Si vous disposez d'ouvrages ou d'articles de référence ou si vous connaissez des sites web de qualité traitant du thème abordé ici, merci de compléter l'article en donnant les références utiles à sa vérifiabilité et en les liant à la section « Notes et références ».

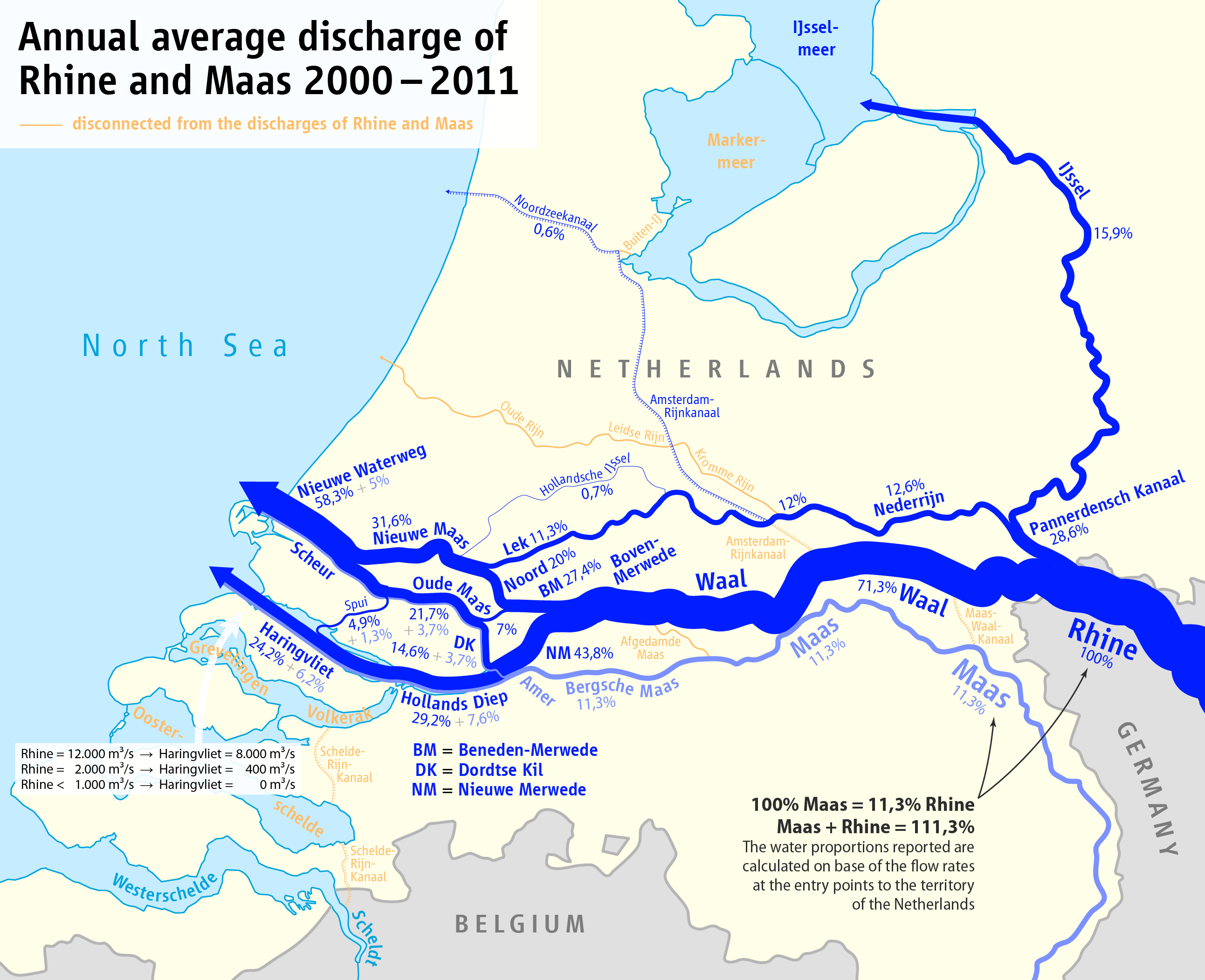
Carte des débits des rivières dans les Pays-Bas, la plus grande partie des flux aquatiques parcourent les cours d'eau des grote rivieren.

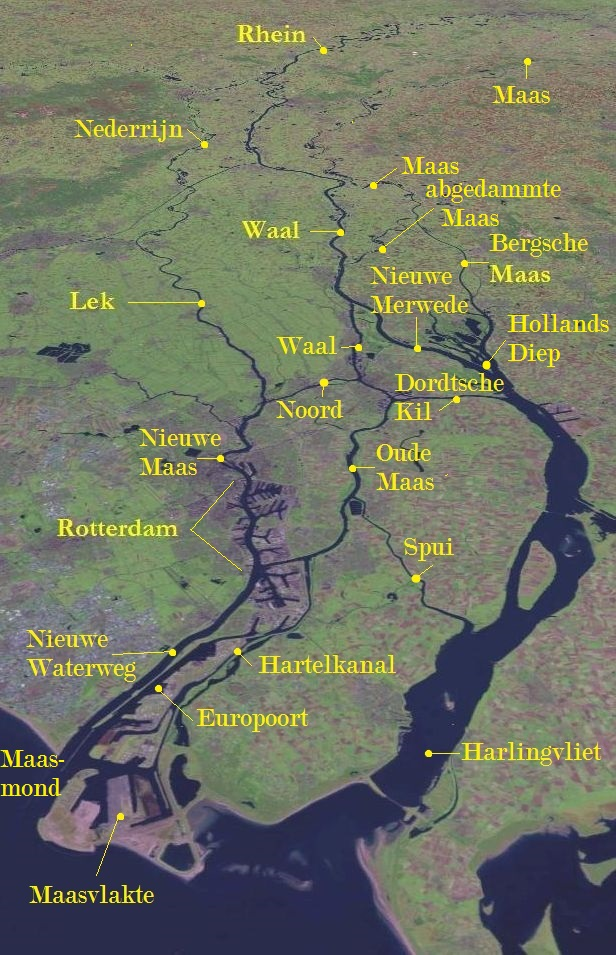
Le delta du Rhin et de la Meuse et les autres rivières qui s'y jettent forment les grote rivieren.

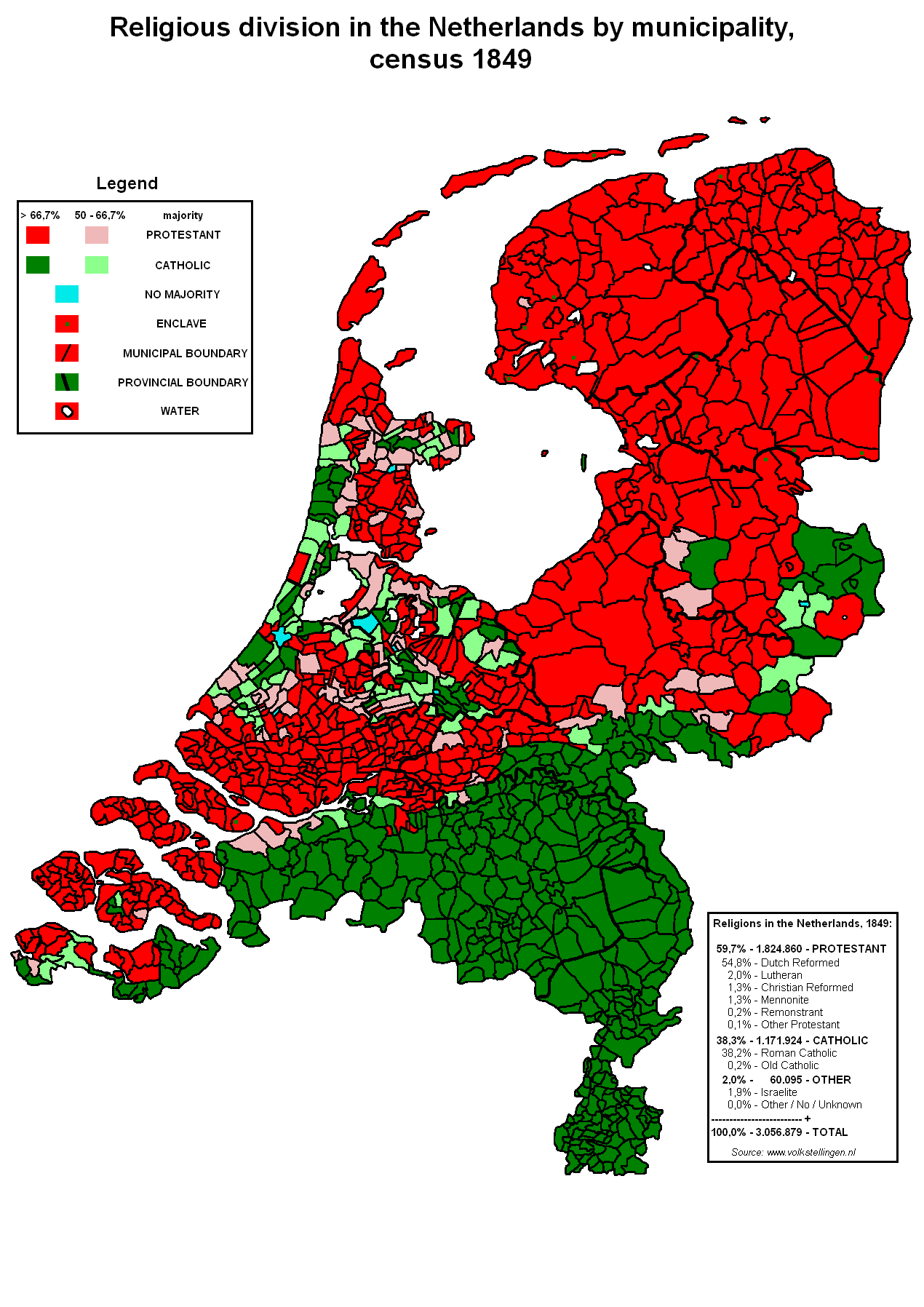
Répartition des religions aux Pays-Bas au XIXe siècle. Une couleur rouge indique que le protestantisme est la religion majeure, la couleur verte indique cela pour le catholicisme. On remarque la séparation très nette au nord et au sud des Grote rivieren.

Les grote rivieren, traduit littéralement par les grandes rivières, est une zone particulière des Pays-Bas où de nombreux fleuves et rivières se joignent, notamment le Rhin et la Meuse.
En pratique, les grote rivieren forment une séparation culturelle et linguistique. Au nord de cette zone, la religion traditionnelle est le protestantisme et la prononciation de la lettre g en néerlandais sera dure. Alors qu'au sud, le catholicisme a une tradition bien plus ancrée et la prononciation du g sera douce.